# Глушановский, Алексей Алексеевич
Алексей Алексеевич Глушановский (род. 20 февраля 1981, Свердловск, РСФСР) — российский писатель-фантаст.

## Биография
Родился в Свердловске (ныне Екатеринбург) 20 февраля 1981 года. 
В 1998 году поступил на биологический факультет Уральского государственного университета по специальности «экология», который окончил в 2003 году.
Первые литературные опыты начались еще во время обучения в университете (цикл рассказов «Триада»). Затем последовал перерыв в творчестве вплоть до 2007 года, когда вышел дебютный роман писателя «Дорога в маги». Публикуется в издательстве «Альфа-книга». С тех пор продолжает свою литературную деятельность.
В 2011 году стал лауреатом премии «Евразия» за роман «Сердце вьюги».

## Публикации

### Тетралогия «Путь демона»
1. Дорога в маги — 2007 г. (Альфа-книга).
2. Тропа волшебника — 2008 г. (Альфа-книга).
3. Стезя чародея — 2008 г. (Альфа-книга).
4. Путь демона — 2009 г. (Альфа-книга).

### Трилогия «Зимние сказки»
1. Сердце вьюги — 2010 г. (Альфа-книга).
2. Надежда пустошей — 2011 г. (Альфа-книга).
3. Обитель буранов — не окончено.

### Без серии
1. В соавторстве с Владом Поляковым — Улыбка гусара — 2009 г. (Альфа-книга).
2. В соавторстве со Светланой Уласевич. Сборник «Цена империи» — 2012 г. (Альфа-книга).
3. Рождение магии: Хранитель мира — 2013 г. (Альфа-книга).
4. Сборник рассказов современных авторов «Меч императора» — 2012 г. (Альфа-книга).